# Chironomus vancouveri
Chironomus vancouveri är en tvåvingeart som beskrevs av Michailova och Fischer 1986. Chironomus vancouveri ingår i släktet Chironomus och familjen fjädermyggor.
Artens utbredningsområde är British Columbia. Inga underarter finns listade i Catalogue of Life.